# Cyclosorus modestus
Cyclosorus modestus är en kärrbräkenväxtart som först beskrevs av Holtt., och fick sitt nu gällande namn av Mazumdar och Mukhop. Cyclosorus modestus ingår i släktet Cyclosorus och familjen Thelypteridaceae. Inga underarter finns listade.